# Aleuropteryx mestrei
Aleuropteryx mestrei is een insect uit de familie van de dwerggaasvliegen (Coniopterygidae), die tot de orde netvleugeligen (Neuroptera) behoort. 
De wetenschappelijke naam Aleuropteryx mestrei is voor het eerst geldig gepubliceerd door Monserrat in 1997.